# 保留權或留置權利
保留權, 或  留置權利（德語：Zurückbehaltungsrecht），規定於德國民法273條，是指債務人基於同一債之關係，對債權人有請求權時，可在自己之權利滿足以前，拒絕履行自己之義務。273條是一般性規定，同時履行抗辯（德國民法320條）是一種特化規定。
保留權（留置權利）與留置權不同，後者為擔保物權。
1. ↑  德國民法273條。